# Кашин
Ка́шин — город (с 1238) в России, административный центр Кашинского района (городского округа) Тверской области. Один из древнейших городов Тверской земли. Население — 13 674 чел. (2024).
Город расположен на берегах реки Кашинки (левый приток Волги), на юго-востоке области, в 150 км от Твери, в 180 км от Москвы, недалеко от границы с Ярославской областью.
Железнодорожная станция Кашин на Савёловском радиусе Октябрьской железной дороги (Москва — Савёлово — Сонково — Мга — Санкт-Петербург), автомобильные дороги Кашин — Калязин, Кашин — Кушалино — Тверь, Кашин — Кесова Гора — Бежецк.
Кашин — единственный в Тверской области город-курорт. Санаторий возле источников лечебной и столовой минеральной воды, находящихся прямо в городе, был открыт ещё в конце XIX века. В городе действуют несколько предприятий по розливу минеральной воды.
Кашин называют «городом русского сердца» из-за того, что река Кашинка, петляя по городу (всего она в его пределах делает шесть изгибов), образует точный силуэт сердца.

## История
Название Кашин образовано от личного имени Каша, неоднократно засвидетельствованного в древнерусской антропонимии, либо непосредственно от слова каша «особое угощение, связанное со свадебным обрядом; пир в доме молодожёнов после свадьбы». Существует предположение, что название города, как и реки Кашинки, угро-финского происхождения. Точная дата основания города неизвестна. Первое упоминание о городе относится к 1238 году: в Никоновской летописи Кашин упомянут в числе разорённых монголами городов. Второе упоминание относится к 1287 году, когда великий князь владимирский Дмитрий Александрович и его союзники в походе против Михаила Ярославича Тверского девять дней осаждали Кашин.
Ряд историков вслед за Д. А. Корсаковым (который, в свою очередь, опирался на изыскания современных ему ярославских краеведов) полагали, что в XIII веке Кашин входил в состав Углицкого княжества, но данное мнение является ошибочным.
В действительности кашинские земли (включая Кснятин) в 1212—1238 годах входили в состав Переяславль-Залесского княжества, а затем — после того, как переяславский князь Ярослав Всеволодович получил владимирское великое княжение (1238 г.) — отошли к Великому княжеству Владимирскому. При образовании в 1247 году Тверского княжества Кашин и тянувшие к нему земли вошли в его состав.
В период владельческой нерасчленённости Тверского княжества Кашин был главным городом северо-восточных земель тверской «страны» — со своими «мужами» (служилой знатью) и своим «полком» (военным ополчением). Город был сильно укреплён, причём неприступности Кашинского кремля способствовало положение города: Кашинка огибала его со всех сторон, и он стоял как бы на полуострове. Доступ к городу имелся лишь со стороны узкого перешейка между изгибами реки, через который был прокопан глубокий ров, укреплённый валом с тыном и частоколом.

### Удельный период
Центром удельного княжества Кашин стал в 1319 году, когда, в соответствии с духовной грамотой тверского князя Михаила Ярославича, убитого в 1318 году в Орде по приказу хана Узбека, территория Тверского княжества была поделена между его сыновьями: Тверь с прилегающими волостями была выделена старшему сыну Дмитрию, юго-западные районы с центром в Зубцове — Александру, южные районы (Клин с волостями) — Константину; а северо-восточные районы (Кашин с волостями) получил младший из сыновей — Василий Михайлович. Василий, одно время (в 1349—1365 годах) занимавший и тверской великокняжеский стол, заложил в городе в честь своей матери, впоследствии канонизированной Анны Кашинской, Успенский монастырь.
В XIV веке город не раз был втянут в распри между тверским и московским княжеством, хотя местные князья стремились отстоять независимое положение. В 1321 и 1328 годах город захватывался московскими и татарскими отрядами, объединившимися в борьбе с Тверью. В 1375 году после поражения Твери в борьбе с Москвой князь Василий Михайлович II добился признания Кашинского княжества самостоятельным, независимым от Твери. Однако в 1382 году Василий умер, не оставив наследника, и Кашин вновь стал уделом Тверского великого княжества, причём кашинский стол последовательно занимали сыновья тверского великого князя Михаила Александровича: Александр Ордынец, Борис и Василий (он же Василий Михайлович III).
В 1400 году духовная грамота Михаила Александровича, умершего в 1399 году, закрепила Кашин за Василием Михайловичем III. Однако отношения его с братом, великим тверским князем Иваном Михайловичем, были весьма напряжёнными, и тот не раз выгонял Василия из Кашина (окончательно — в июне 1412 года, когда кашинский князь был арестован, но сумел ускользнуть от конвоя и бежать в Москву). После смерти Василия в 1426 году Кашинский удел и юридически прекращает существование, а его земли включаются в число тверских великокняжеских владений.
Несмотря на зависимость от Твери, в городе чеканили собственную монету (пул), вели летописную работу. Город постепенно превращался в крупный торговый центр, кашинские купцы вели торговлю с ближними и дальними землями. Развивалось ремесло, особенно производство красок-белил. Они же легли и в основу первоначального герба города: в верхней его части была изображена тверская корона, а в нижней — три ступки белил (ступками назывались маленькие конусы из сухих свинцовых белил, форма, в которой эта краска поступала в продажу).

### В составе Московского царства
В 1485 году вместе со всем Тверским великим княжеством Кашин был присоединён к Москве, что вызвало длительное угасание Кашина в качестве торгово-промышленного центра.
В 1504 году Кашин был в числе прочих земель выделен в удел сыну Ивана III Юрию Ивановичу Дмитровскому и с этого времени входил в состав Дмитровского удельного княжества. При Юрии Ивановиче в Кашине был воздвигнут первый каменный собор — Воскресенский (на месте современного собора), а в Калязинском Троицком монастыре, территориально относившемся к Кашину, были возведены каменные Троицкий собор и трапезная палата. Однако в 1534 году Юрий Иванович был по приказу правительницы Елены Глинской брошен в темницу (где и умер спустя два года), а Дмитровский удел был ликвидирован.
В 1565 году, после того как царь Иван Грозный разделил Русское государство на опричнину и земщину, город вошёл в состав последней. В XVII веке городу довелось пережить ряд бедствий, в 1609 году он был взят и разграблен поляками, в 1654 году на город обрушилась эпидемия чумы, в 1676 году Кашин сгорел почти дотла. Впрочем, город быстро восстановил свой потенциал. Наряду с производством одних из лучших в России красок город славился кузнецами, гончарами и иконописцами, а также ярмарками.

### Уездный город
С XVIII века начинает упоминаться Кашинский уезд, вместо удельных княжеств в стране вводится деление на уезды. В дальнейшем Кашинский уезд вошёл в состав Тверской губернии.
В 1775 году Кашин получает — в связи с учреждением Кашинского уезда — статус уездного города. Во время Отечественной войны 1812 года купцы полностью обеспечили народное ополчение города вооружением и продовольствием. В это же время в Кашине и округе начинает бурно развиваться льноводство, принёсшее городу новые прибыли.
Новый толчок роста города связан с укреплением Петербурга и общим развитием северных земель. Также вводом в строй Вышневолоцкой водной системы. Кашинские купцы распространили своё влияние и на новую столицу: некоторые из них получили подряды на обеспечение российской армии оружием и провиантом. Растущая зажиточность купцов и ремесленников отражалась и на внешнем виде города. К концу XVIII века в городе было уже множество каменных домов и церквей.
В 1867 году был построен Воскресенский собор; на деньги купца Терликова к нему была пристроена величественная колокольня, которая и до сих пор является самой большой в епархии. Купец Н. П. Черенин основал в Кашине публичную библиотеку, купцы Манухины — первую больницу, купец И. Я. Кункин — краеведческий музей.
Кашинские купцы также были известны по стране своей набожностью и охотно жертвовали деньги на строительство церквей. К началу XX века в Кашине насчитывалась 21 церковь (2 из которых были кладбищенские) и 3 монастыря. Церковная важность города подчёркивается тем обстоятельством, что православный епископ Твери исторически носит (кроме 1934—1941 гг: Тверской и Смоленский и 1941—1956 гг.: Тверской и Великолукский) титул «архиепископ Тверской и Кашинский».
К концу XIX века Кашин переживал экономический спад: прекратил существование водочный завод купцов Зызыкиных (производивший ранее искусственные виноградные «кашинские» вина), и в 1892 году в городе остались всего две небольшие фабрики — войлочно-валяльная и свечная — при 22 рабочих. Численность населения составляла в 1893 году 6952 человек; в городе насчитывалось 1 120 домов (в основном деревянных).
Несмотря на общий экономический спад в Кашине к концу XIX века, в город приходит Петербургский капитал. В 1898 году была открыта железная дорога, соединившая Кашин со столицей — Санкт-Петербургом. В это же время были построены каменные торговые ряды (до сих пор выполняющие свою функцию). Был основан курорт с минеральными водами и открыто Алексеевское реальное училище.

### Новое и новейшее время
4 (17) января 1918 года в Кашине была установлена советская власть.
В последующие три десятилетия историческому наследию Кашина был нанесён значительный, по некоторым данным непоправимый ущерб. Город, выделявшийся в регионе обилием храмов XVII—XVIII веков постройки, вскоре превратился в безликую, обеднённую историческим наследием советскую провинцию. В частности, коммунистами были снесены Успенский собор 1664—1672 годов, церкви Благовещения (1688), Рождества Богородицы (1690), Корсунской Богоматери (1768), Введения (1781), Покрова (1790-е) и Сергия Радонежского (1803).
- Кашин во времена империи

Около Дмитровского монастыря над Кашинкой с середины XVII века стояла деревянная церковь Иоакима и Анны. Это одна из древнейших бревенчатых построек, сохранившихся в средней полосе России. В 1968—1971 годах храм был отреставрирован, однако в ночь на 20 марта 1995 года загорелся (возможно, был умышленно подожжён) и погиб в пламени.
В 1927 году упразднён Кашинский уезд, его территория вошла в состав Кимрского и Бежецкого уездов. 12 июля 1929 года было образован Кашинский район.
В советское время развивается курорт с минеральными водами: открываются новые скважины, расширяется медицинская и материальная база — курорт становится санаторием. Санаторий «Кашин» является одним из градообразующих предприятий и туристическим центром города. Кашинская минеральная вода становится известной за пределами области.
В 1923 году на базе маслодельни купца Захарова формируется завод по сбору и обработке молока, затем выросший в Кашинский маслодельно-сыродельный завод. В 1924 году открыт Дом крестьянина, переименованный в 1929 году в Дом культуры. В 1929 году строится Кашинский льнозавод. В 1946 году — Кашинский завод электроаппаратуры.
С 2005 до 2018 года, в рамках муниципального района «Кашинский район», город Кашин составлял в нём одноимённое муниципальное образование со статусом городского поселения как единственный населённый пункт в его составе. В апреле 2018 года все сельские и городское поселения, входившие в упразднённый Кашинский район, были преобразованы путём их объединения в одно единое муниципальное образование — Кашинский городской округ, центром которого является г. Кашин.

## География
Кашин находится на юго-востоке Тверской области, недалеко от границ с Ярославской и Московской областями. Расстояние от Твери — около 150 километров, от Москвы — 180. Город расположен на высоте 125 метров над уровнем моря, на берегах реки Кашинки, в месте впадения в неё притоков Маслятки и Вонжи. Расстояние до устья Кашинки (Угличское водохранилище на Волге) — около 21 километра.

## Климат
Преобладает умеренно континентальный климат. Зимы морозные и продолжительные. Лето прохладное и короткое. Июль — самый тёплый месяц в году со средней температурой 17,9 °C. Январь — самый холодный месяц в году со средней температурой −10,2 °C
Среднегодовое количество осадков — 610 мм.

## Население
| 1825    | 1833    | 1840    | 1847    | 1856    | 1859    | 1863    | 1867    | 1870    | 1885    | 1897    | 1910    | 1913    |
| ------- | ------- | ------- | ------- | ------- | ------- | ------- | ------- | ------- | ------- | ------- | ------- | ------- |
| 4490    | ↗4554   | ↗6417   | ↘5377   | ↘5161   | ↗7555   | ↗7639   | ↘7346   | ↗7516   | ↘6873   | ↗7544   | ↗7849   | ↗8100   |
| 1917    | 1920    | 1923    | 1926    | 1931    | 1937    | 1939    | 1959    | 1967    | 1970    | 1979    | 1989    | 1992    |
| ↗9311   | ↘6905   | ↗7971   | ↘7753   | ↗10 200 | ↗10 740 | ↗12 431 | ↗16 162 | ↗18 000 | ↘17 678 | ↗19 800 | ↗21 186 | ↗21 200 |
| 1996    | 1998    | 2000    | 2001    | 2002    | 2003    | 2005    | 2006    | 2007    | 2008    | 2009    | 2010    | 2011    |
| ↘20 600 | ↘20 200 | ↘19 900 | ↘19 600 | ↘17 299 | ↗17 300 | ↘16 500 | ↘16 200 | ↘15 800 | ↘15 500 | ↘15 300 | ↗16 171 | ↗16 200 |
| 2012    | 2013    | 2014    | 2015    | 2016    | 2017    | 2018    | 2019    | 2020    | 2021    |         |         |         |
| ↘15 781 | ↘15 419 | ↘15 178 | ↘15 029 | ↘14 734 | ↘14 475 | ↘14 287 | ↘14 094 | ↘13 757 | ↗14 113 |         |         |         |

На 1 января 2025 года по численности населения город находился на 821-м месте из 1124 городов Российской Федерации.
Национальный состав
Согласно Всероссийской переписи населения-2010, национальный состав Кашина следующий:
Всего — 15 851 человек.
Из них:
- Русские — 15 270
- Украинцы — 140
- Армяне — 47
- Белорусы — 44
- Молдаване — 35
- Чуваши — 35
- Азербайджанцы — 24
- Узбеки — 24
- Киргизы — 23
- Цыгане — 20
- Чеченцы — 19
- Немцы — 18
- Татары — 18
- Ингуши — 17
- Аварцы — 13
- Грузины — 11

По итогам переписи населения 2020 года, проживали следующие национальности (в сноске к строке «Другие» указаны национальности с долей менее 0,1 % и отметившие другое в ответах на вопросы):
| Национальность | Численность, чел. | Доля     |
| -------------- | ----------------- | -------- |
| Русские        | 12 667            | 89,75 %  |
| Украинцы       | 33                | 0,23 %   |
| Армяне         | 19                | 0,13 %   |
| Другие         | 1394              | 9,89 %   |
| Итого          | 14 113            | 100,00 % |

## Достопримечательности
- Ансамбль Кашинского кремля с остатками вала и посадами, окружённый рекой Кашинкой. На территории полуострова располагаются: торговые ряды, купеческие дома, центральная площадь с памятниками.
- Курорт Кашин с живописной долиной притока Кашинки речушки Маслятки, красивый бювет. Всего в санатории восемь источников самой разнообразной минеральной воды. Для всех желающих открыт бювет с тремя видами воды (№ 12, № 18 и № 21).
- Набережная реки Кашинка с деревянными пешеходными мостами.
- Кашинский краеведческий музей. Располагается в здании Входоиерусалимской церкви.

## Монастыри и храмы
- Православные монастыри:
Клобуков основан в середине XIV века.
Дмитровский бывший, упоминается в 1521 году, постройки в руинах.
Сретенский бывший, основан в начале XV век]]а, постройки в руина.
- Православные храмы

Сохранились следующие храмы:
- Воскресенский собор — архитектурная доминанта в панораме города[77], считается символом города[78]; до 24 января 1930 года здесь находились мощи Анны Кашинской (затем переданы в музей)[79]; передан епархии РПЦ в июне 2009 году (ранее в здании располагался городской Дом культуры); перед собором в 2009 году был открыт памятник Анне Кашинской.
- Вознесенский собор — с 1993 года здесь покоятся мощи Анны Кашинской, в настоящее время кафедральный собор города (один из кафедральных соборов Тверской епархии).
- Ильинско-Преображенская (1778 год) — изящная церковь на высоком крутом берегу реки. Отреставрирована, но без колокольни.
- Рождества Христова на горе (1786 год) — находится рядом с Ильинско-Преображенской. Действует, отреставрирована без колокольни.
- Крестознаменская церковь (1784 год) — расположена рядом с санаторием, по другую сторону от долины Маслятки. Действующий храм.
- Церковь Флора и Лавра (1751 год). Закрыта в хрущевскую кампанию. Восстанавливается.

- Сретенский храм бывшего Сретенского женского монастыря. Рядом с храмом в 1998 году найдена и восстановлена могила чтимой местными жителями св. схимонахини Дорофеи.
- Троицкий собор Клобукова Свято-Никольского монастыря (с приделом Св. Николая). Обезглавлен, но сохранился достаточно хорошо. По состоянию на 2022 год реставрируется.
- Покровская церковь Клобукова монастыря. Первая из восстановленных церквей города в эпоху современной России (1995 г., повторно реставрировалась (и практически полностью) в 2007 году).
- Церковь Алексия, митрополита Московского Клобукова монастыря. Отреставрирован ныне действующий.
- Церковь Петра и Павла используется как подворье Клобукова монастыря. Церковь никогда не закрывалась. Наиболее эффектный её вид открывается с улицы Комсомольской. Известна своим наклонным шпилем.
- Церковь Входа в Иерусалим. Общий видДмитровский Страстной собор бывшего Дмитровского монастыря. Обезглавлен, не реставрируется. Примерную копию этого собора можно увидеть в Нижнем Новгороде (Александро-Невский Новоярмарочный собор на Стрелке).
- Церковь Илии Пророка в КашинеСпасская церковь. Церковь обезглавлена, восстанавливается.
- Входоиерусалимская церковь(1789 год). Не работает. В здании располагается краеведческий музей.
- Казанская (Власьевская) церковь с 2-хярусной колокольней. Верхний ярус был разобран в 1967 году. Остальная часть храма была разобрана и приспособлена под пожарную часть.
- Церковь Рождества Богородицы на Чистых прудах. Колокольная и купол разрушены в советское время. Использовалась как сапоговаляльная мастерская. В 2012—2013 годах переделана под мини-отель и кинозал.
- Макарьевская часовня. Действующая часовня, возведённая на месте кельи преподобного Макария Калязинского.
- Деревянная церковь святых Иоакима и Анны (середина XVII века), бывшая одной из жемчужин города, сгорела в марте 1995 года в результате «неумышленного поджога».

## Промышленность
Основные предприятия города:
- Кашинский завод электроаппаратуры;
- Кашинский ликёро-водочный завод «Вереск» производство различных видов водки, джина «Вереск», настоек «Laplandia» и «Вереск», бальзамов «Старый Кашин», «Старый травник», минеральной воды «Анна Кашинская», слабоалкогольных коктейлей «Kiss»;
- Предприятие «Эра», производство кондитерских изделий. В настоящее время предприятие производит более 20 видов мучных, 10 видов пастильных кондитерских изделий, минеральную и питьевую воду и около 20 видов безалкогольных напитков;
- Льнозавод запущен снова в 2019 году;
- Кашинский маслодельный сыродельный завод: производство натуральных молочных продуктов, розлив минеральной лечебно-столовой воды «Кашинская водица», питьевой воды «Кашинская водица» (остановлен);
- Мясокомбинат находится в полуразрушенном состоянии (работает один цех).

Общий объём отгруженных товаров собственного производства в 2009 году составил 1,06 млрд руб.

## Средства массовой информации
В городе выходят следующие периодические издания:
- Еженедельник «Кашинская газета»;
- Еженедельная общественно-политическая газета «Кашинский вестник»;
- Рекламно-информационная газета «Всё Для Вас Кашин, Калязин»;
- Радиостанция «Радио Ваня» — 104.6 Мгц (план).

## Знаменитые люди
С городом тесно связано имя знаменитой русской святой Анны Кашинской, супруги великого князя тверского Михаила. Святая считается покровительницей города, её мощи находятся в Вознесенском соборе Кашина.
Также с Кашином связаны имена преподобного Макария, основателя Калязинского Троицкого монастыря, а также М. И. Калинина, родившегося неподалёку от города, в селе Верхняя Троица.
В Кашине родились фотограф В. А. Колотильщиков, работы которого были отмечены серебряной медалью на Всемирной фотографической выставке в Москве (1907) и грамотой на Всемирной фотографической выставке в Париже (1911) и знаменитая русская певица Е. А. Лавровская.
В Кашине жила Инесса (Ина) Александровна Константинова — партизанка-разведчица, героиня Великой Отечественной войны. В 1947 году были опубликованы её дневники, которые она вела во время пребывания в партизанских рядах. Дневники были переведены на многие языки и издавались за границей. С 1970 года её имя носит улица в Кашине. Также был открыт Дом-музей имени Инессы Константиновой.

## Города побратимы
• Састамала с 1969 года. (До объединения сельских общин назывался Ваммала)